# Cornus multinervosa
Cornus multinervosa là một loài thực vật có hoa trong họ Cornaceae. Loài này được (Pojark.) Q.Y.Xiang miêu tả khoa học đầu tiên năm 1987.